# Hundredårskrigen
Hundredårskrigen var en række konflikter mellem 1337 og 1453 mellem huset Plantagenet, herskere over Kongeriget England og huset Valois, herskere over Kongeriget Frankrig om arveretten til den franske trone. Hver side trak mange med ind i krigen. Det er en af de største og vigtigste konflikter i middelalderens Europa, hvor fem generationer konger fra to dynastier kæmpede om tronen til det største kongerige i Vesteuropa. Krigen markerede både højdepunktet af ridderlighed og nedgang og udviklede stærk national identiteter i begge lande.
Da Vilhelm Erobreren erobrede England i 1066 var han hertug af Normandiet. Udover at være engelsk konge var han og hans efterkommere derfor også vasaller under den franske konge mht. Englands besiddelser i Frankrig. De franske konger bestræbte sig over århundrederne på at reducere disse besiddelser, så kun området Gascogne til sidst var på engelske hænder. Truslen om at erobre dette hertugdømme havde været en del af fransk politik for at stække den voksende engelske magt, særligt når englænderne var i krig med Kongeriget Skotland, der var allieret med Frankrig.
I 1316 blev den saliske lov vedtaget, så kvinder ikke kunne arve den franske trone. Via sin moder, Isabella af Frankrig, var Edvard 3. af England barnebarn af Philip 4. af Frankrig og nevø til Karl 4. af Frankrig, den sidste konge i den første linje af huset Capet. Da Karl 4. døde i 1328, kunne Isabella ikke kræve den franske trone selv og måtte lade den gå videre til sin søn. Franskmændene afviste det og fastholdt, at hun ikke kunne overføre en ret, som hun ikke havde. Omkring 1328-1337 havde England accepteret Valois' arveret til den franske trone, men Philip 6.s indblanding i Edvard 3.s krig mod Skotland tillod, at Edvard 3. kunne genvinde kravet om den franske trone. Flere store engelske sejre i krigen - særligt ved Crécy, Poitiers og Agincourt - øgede udsigterne til en engelsk triumf. Kongeriget Frankrigs store ressourcer udelukkede dog en total britisk erobring. De vigtige franske sejre ved Patay (1429), Formigny (1450) og Castillon (1453) afsluttede konflikten i fransk favør, og England mistede endegyldigt størstedelen af sine områder på kontinentet.
Historikere inddeler krigen i tre faser markeret med fredsaftaler:
- Edvardianske krig (1337–1360)
- De to Karlers krig (1369–1389)
- Lancasterkrigen (1415–1453)

Konflikterne i naboområderne som den bretonske arvefølgekrig (1341–1364), den castilianske borgerkrig (1366–1369), de to Peters krig (1356–1375) i Aragonien og den portugisiske krise i 1383–85 blev brugt til at fremme hhv. Englands og Frankrigs sag. Historikere begyndte at bruge begrebet "Hundredårskrigen" om alle begivenhederne i den længste militære konflikt i europæisk historie.
Krigens betydning skyldes flere forhold: Ved afslutningen var de feudale hære i vid udstrækning erstattet af lejesoldater, og den aristokratiske dominans var erstattet af en demokratisering af arbejdsstyrken og våben i krigen. Selv om det hovedsageligt var en konflikt mellem dynastier, satte krigen også gang i ideer til den franske og engelske nationalisme. Introduktionen af nye våben og taktikker fortrængte de feudale hære, hvor tungt kavaleri havde domineret. Krigen oprettede de første stående hære i Vesteuropa (efter det Vestromerske Rige) og hjalp med at ændre deres krigsførelse. I Frankrig reduceredes befolkningstallet drastisk af en kombination af borgerkrige, epidemier, hungersnød og lejesoldater. Politikere endte med at være mod den dyre krig. De utilfredse adelige, der havde mistet deres store landbesiddelser på kontinentet, blev en betydende faktor i de engelske borgerkrige kendt som rosekrigene (1455–1487).

## Oprindelse
Årsagen til konflikten findes i demografiske, økonomiske og sociale kriser i 1300-tallets Europa. Krigen skyldtes en gradvist øget spænding og uoverensstemmelse mellem Frankrig og England over Guyenne, Flandern og Skotland. Arvefølgen, efter at arvelinjen af Capet'erne blev brudt, var den officielle årsag.

### Dynastiets uroligheder i Frankrig: 1314–28
Spørgsmålet om en kvindelig tronfølger i Frankrig blev stillet ved Ludvig 10.s død i 1316. Han efterlod sig kun en datter, og hans posthume søn Johan 1. levede kun få dage. Philip, greve af Poitiers og Ludvig 10.s bror, hævdede, at kvinder ikke var berettiget til kronen. Ved sin politiske indflydelse og sin overtalelsesevne fik han overbevist sine modstandere og overtog tronen som Philip 5. af Frankrig. Den samme lov, som han påkaldte sig, gjorde, at hans egne døtre ikke kunne arve tronen, og den gik til hans yngre bror, Karl 4. i 1322.
Karl 4. døde i 1328 og efterlod sig en datter og en gravid kone. Hvis hans ufødte barn var en søn ville barnet blive konge; hvis ikke overdrog Karl valget til adelen.
Karl 4.s nærmeste mandlige slægtning var hans nevø Edvard 3. af England. Edvard var søn af Isabella, der var Karl 4.s søster, men der blev stillet spørgsmål, om hun kunne videregive arveretten, når hun ikke selv kunne arve tronen. Den franske adel modsatte sig at blive regeret af Isabella og hendes elsker Roger Mortimer, som var mistænkt for at stå bag mordet på kong Edvard 2.. Forsamlingen af de franske baroner, biskopper og Universitet i Paris besluttede, at mænd, som arvede retten via deres moder, skulle udelukkes. Så de valgte den nærmeste mandlige arving, Karl 4.s fætter, Philip, greve af Valois, som Philip 6. I 1340 bekræftede Avignon-pavedømmet i saliske lov, at mænd ikke kunne arve gennem deres mødre.
Til sidst anerkendte Edvard 3. modvilligt Philip 6. som konge og svor troskab til ham for sit franske len. Han lavede en koncession i Guyenne, men beholdt retten til at genvinde områder, der var vilkårligt konfiskeret. Herefter regnede han med at få fred til at føre krig i Skotland.

### Uenigheder over Guyenne (Aquitaine): suverænitetsproblemer
Det anglo-normanniske dynasti, der havde hersket over England siden den normanniske erobring i 1066, uddøde, da Henrik, søn af Geoffrey af Anjou og kejserinde Matilda og oldebarn af Vilhelm Erobreren, blev den første af de angevinske konger i England i 1154 under navnet Henrik 2. Angevinkongerne regerede direkte over mere fransk territorium end kongerne af Frankrig. De skulle dog stadig sværge troskab til den franske konge for disse territorier. Fra 1000-tallet var der selvstyre i dem, hvilket i praksis neutraliserede problemet.
Johan af England arvede Angevin fra Richard 1. Philip 2. af Frankrig udnyttede bevidst Johans svaghed, både juridisk og militært, og i 1204 lykkedes det ham at beherske størstedelen af det tidligere Angevinske område i Frankrig. Efter Johans styre blev de engelske konges besiddelser på kontinentet som hertug af Aquitaine (Guyenne) begrænset til provinsen Gascogne efter slaget ved Bouvines (1214), Saintongekrigen (1242) og Saint-Sardoskrigen (1324).
Uenigheden om Guyenne (Aquitaine) er vigtigere for udbruddet af krigen end den dynastiske arvefølge. Guyenne var et betydeligt problem for kongerne i både Frankrig og England. Edvard 3. var en af Philip 6.s vasaller og var nødt til at anerkende den franske konges suverænitet over Guyenne. Rent praktisk kunne en dom i Guyenne appelleres til den kongelige franske domstol. Frankrigs konge havde magt til at annullere alle lovmæssige beslutninger, som Englands konge måtte lave i Aquitaine, hvilket var uacceptabelt for ham. Derfor var suverænitet over Guyenne en latent konflikt mellem de to monarkier i flere generationer.
Under Saint-Sardoskrigen invaderede Charles af Valois og far til Philip 6. Aquitaine på vegne af Karl 4., og han erobrede hertugdømmet efter et lokalt oprør, som franskmændene troede, Edvard 2. af England stod bag. Karl 4. indvilligede modvilligt i at givet området tilbage i 1325. For at få hertugdømmet tilbage måtte Edvard 2. sende sin søn, den fremtidige kong Edvard 3., for at sværge troskab.
Kongen af Frankrig indvilligede i at genoprette Guyenne undtagen Agen. Men franskmændene forhalede overgivelsen; det hjalp Philip 6. Den 6. juni 1329 svor Edvard 3. troskab til kongen af Frankrig. Ved ceremonien fik Philip 6. nedskrevet, at denne troskab ikke var på grund af de len, som Karl 4. havde løsrevet fra hertugdømmet Guyenne (især Agen). For Edvard betød det, at han ikke gav afkald på sit krav på de fravristede landområder.

## Starten på krigen: 1337–60

### Gascogne under kongen af England
I 1000-tallet var Gascogne i det sydvestlige Frankrig optaget i Aquitaine (også kendt som Guyenne eller Guienne) og dannede provinsen Guyenne og Gascogne (fransk: Guyenne-et-Gascogne). Angevinkongerne af England blev hertuger af Aquitaine efter Henrik 2. i 1152 giftede sig med den tidligere dronning af Frankrig, Eleanor af Aquitaine, hvorefter landet var en vasalstat under den franske krone. I 1200-tallet var Aquitaine og Guyenne-et-Gascogne stort set synonyme. Ved begyndelser af Edvard 3.s regeringstid den 1. februar 1327 var hertugdømme Gascogne den eneste del af Aquitaine, der stadig tilhørte den engelske krone . "Gascogne" blev brugt om det område som Angevin (Plantagenet) kongerne af England havde i det sydvestlige Frankrig, selv om de stadig brugte titlen hertug af Aquitaine.
I de første 10 år af Edvard 3.s regering havde Gascogne været genstand for megen uenighed. Englænderne påstod, at da Karl 4. ikke havde behandlet forpagteren af området ordentligt, så skulle Edvard have hertugdømmet frit for ethvert fransk overherredømme.
Det kunne dog ikke fastholdes af englænderne, og i 1329 måtte den 17-årige Edvard 3. sværge troskab til Philip 6. Traditionen krævede, at vasaller skulle nærme sig deres herre ubevæbnet og barhovedet; Edvard demonstrerede sin modvillighed ved at bære sin krone og sværd. På trods af at Edvard overholdt sine forpligtelser, ganske vist modstræbende, fortsatte franskmændene deres pres mod den engelske administration.
Gascogne var ikke det eneste ømme punkt. En af Edvards indflydelsesrige rådgivere var Robert 3. af Artois. Robert var i eksil fra det franske hof, efter at han var blevet uvenner med Philip 6. om en arvesag. Han rådede Edvard til at erklære krig for at generobre Frankrig, og han kunne skaffe omfattende efterretninger fra det franske hof.

### Fransk-skotske alliance
Kongerne af England havde forsøgt at underlægge sig skotterne i nogen tid. Det gjorde Skotland til en af Frankrigs naturlige allierede. I 1295 havde Skotland og Frankrig underskrevet en aftale under Philip den Smukke. Karl 4. fornyede formelt aftalen i 1326, hvor Frankrig lovede at støtte skotterne, hvis England invaderede. På samme vis ville Frankrig få Skotlands støtte, hvis de blev angrebet. Edvard kunne ikke få gennemført sin plan for Skotland, hvis skotterne kunne regne med fransk støtte.
Philip 6. havde samlet en stor flåde ud for Marseille som en del af en ambitiøs plan for korstog til det hellige land. Planen blev opgivet og flåden med deltagelse af den skotske flåde sejlede til Den Engelske Kanal ud for Normandiet i 1336, hvor den var en trussel mod England. For at gøre noget ved denne krise foreslog Edvard, at England skulle have to hære: en til at tage sig af skotterne "på et passende tidspunkt" og en til fortsætte generobringen af Gascogne. På samme tid skulle der sendes ambassadører til Frankrig for at forhandle en fredsaftale med landets konge.

### Afslutningen på "homage"
I slutningen af april 1337 blev Philip af Frankrig inviteret til at møde en delegation fra England, men han afslog. Arrière-ban (mobilisering) blev proklameret i hele Frankrig fra den 30. april 1337. I maj samme år mødtes Philip med sit storråd i Paris. Det blev besluttet at hertugdømmet Aquitaine (i praksis Gascogne) skulle tilbage på kongens hænder med den begrundelse, at Edvard 3. i strid med sine forpligtelser som vasal havde givet husly til kongens dødsfjende Robert d'Artois. Edvards svar på at Aquitaine blev konfiskeret var at udfordre Philips ret til den franske trone. Da Karl 4. døde, havde Edvard krævet retten til den franske trone via sin mor Isabella (Karl 4.s søster), datter af Philip 4. Ethvert krav på tronen blev betragtet som en annullering af den ed, han havde svoret til Philip 6. i 1329. Edvard gentog sit krav, og i 1340 tog han titlen som konge af Frankrig og det franske våbenskjold.
Den 26. januar 1340 svor Guy, halvbror til greven af Flandern, troskab til Edvard 3. Myndighederne i Gent, Ypres og Brügge udråbte Edvard som konge af Frankrig. Edvards mål var at styrke sin alliance med Nederlandene. Hans støtter kunne nu hævde, at de var loyale mod den "sande" konge af Frankrig, og de var således ikke oprørere mod Philip. I februar 1340 rejste Edvard til England for at skaffe flere penge og for at tage sig af politiske udfordringer.
Relationerne til Flandern var forbundet med den engelske handel med uld, da Flanderns største byer i høj grad var afhængige af tekstilproduktion, og England leverede mange af de nødvendige råvarer. Edvard 3. havde beordret sin kansler til at sidde på en uldsæk i rådet som symbol på den førende uldhandel. På dette tidspunkt var der omkring 110.000 får alene i Sussex. De store klostre i middelalderens England producerede mængder af uld, som blev solgt til det europæiske fastland. Skiftende regeringer tjente stort på skat på uldhandlen. Frankrigs styrke til søs ledte til en ændring i Englands økonomiske situation og fik handlen med uld til Flandern og vin med Gascogne til af falde kraftigt.

### Krigens udbrud
Edvard sejlede med sin flåde fra England den 22. juni 1340 og ankom dagen efter til Zwin-mundingen. Den franske flåde lagde sig i en forsvarsposition i havnen ved Sluis. Herefter lykkedes det tilsyneladende den engelske flåde at snyde franskmændene til at tro, at den trak sig tilbage. Da vinden vendte sent på eftermiddagen, angreb englænderne med vinden og solen bag sig. Den franske flåde blev næsten fuldstændigt tilintetgjort i slaget ved Sluys. England dominerede Den Engelske Kanal resten af krigen. Det forhindrede franske invasioner. Nu havde Edvard brugt alle sine penge på krigen, og den var sandsynligvis endt, hvis ikke hertugen af Bretagne døde. Da begyndte en tvist om hertugens halvbror John af Montfort og Charles af Blois, Philip 6.s nevø.
I 1341 begyndte konflikten om arveretten til fyrstedømmet Bretagne med den bretonske tronfølgekrig, hvor Edvard støttede John af Montfort, mens Philip støttede Charles af Blois. De næste få års begivenheder foregik i Bretagne: Byens Vannes skiftede hænder adskillige gange, og yderligere felttog i Gascogne havde vekslende held.

### Slaget ved Crécy og erobringen af Calais
I juli 1346 indledte Edvard en stor invasion over kanalen og gik i land i Normandiet i Cotentin ved St. Vaast. Den engelske hær erobrede den ubefæstede by Caen på en enkelt dag. Philip samlede en stor hær for at forsvare sig mod Edvard, der marcherede mod nord til Nederlandene, og han plyndrede frem for at forsøge at overtage området. Han nåede Seinen, hvor han fandt, at de fleste broer og vadesteder var ødelagt. Han gik derfor længere og længere mod syd og kom foruroligende tæt på Paris, før han fandt et sted at krydse floden ved Poissy. Broen her var kun delvist ødelagt, så tømrerne i hans følge kunne reparere den. Han fortsatte derefter mod Nederlandene til han nåede floden Somme. Hæren krydsede floden ved et vadested ved Blanchetaque og efterlod Philips hær på den anden side. Edvard fortsatte herefter mod Flandern, indtil han blev udmanøvreret af Philip. Han blev derefter nødt til at gøre klar til kamp, og Philips hær angreb.
Slaget ved Crécy var en katastrofe for franskmændene i høj grad på grund af de engelske langbueskytter og den franske konge, der indledte angrebet før hans hær var klar. Philip appellerede til sine skotske allierede om at hjælpe med et afledningsangreb på England. Kong David 2. af Skotland invaderede det nordlige England, men hans hær blev besejret, og han blev selv taget til fange under Slaget ved Neville's Cross den 17. oktober 1346. Det reducerede truslen fra Skotland mærkbart. I Frankrig fortsatte Edvard uden modstand mod nord, hvor han belejrede byen Calais ved Den Engelske Kanal. Han erobrede byen i 1347, og den blev et vigtigt udgangspunkt for englænderne, da de nu kunne landsætte tropper i det nordlige Frankrig. Calais forblev under engelsk kontrol efter hundredårskrigen til den succesfulde franske belejring 1558.

### Slaget ved Poitiers og freden i Brétigny
I 1348 begyndte pesten, der netop var nået Paris, at hærge Europa. I 1356 da pesten var ovre, og England kunne genoprette økonomien, invaderede Edvards søn, prinsen af Wales (der blev kendt som den sorte prins) Frankrig via Gascogne, og vandt en stor sejr i slaget ved Poitiers. Under slaget anførte Jean de Grailly, captal de Buch en bereden enhed i skjul i skoven. Det franske angreb blev afgrænset, ved at de Grailly angreb franskmændenes flanke med sine ryttere og gjorde det umuligt for dem at flygte. Så fangede han kong Johan 2. af Frankrig (Johan den Gode) og mange af hans adelsmænd. Med Johan som gidsel overtog hans søn dauphinen (den senere Karl 5. af Frankrig) tronen som regent.
Efter slaget ved Poitiers begyndte mange franske adelsmænd og lejesoldater at hærge og plyndre, og der herskede kaos i landet. En samtidig kilde beretter:
 ...Fra dette tidspunkt gik alt galt for kongeriget, og staten gik i opløsning. Tyve og røvere skød op overalt i landet. Adelen foragtede og hadede alle andre og gjorde intet af gensidig nytte og profit for herremænd og almue. De underkastede sig og udplyndrede bønderne og mændene i landsbyerne. De forsvarede ingenlunde deres land mod fjender. I stedet trampede de folk under fode, røvede og udplyndrede bønderne. Fra Chronicles of Jean de Venette

### Reims-felttoget og sorte mandag
Edvard invaderede Frankrig for 3. (og sidste) gang i håb om at kunne udnytte utilfredsheden i landet og overtage tronen. Tronfølgerens strategi var at undgå direkte konfrontationer på slagmarken. Edvard ønskede kronen og valgte katedralbyen Reims til sin kroning (Reims var en traditionel kroningsby). Borgerne i Reims byggede og forstærkede byens forsvarsværker, inden Edvards hær ankom. Edward belejrede byen i fem uger, men forsvarsværkerne holdt, og der blev ingen kroningsceremoni. Edvard bevægede sig mod Paris, men trak sig tilbage efter nogle få træfninger i forstæderne. Den næste by var Chartres. Her blev den engelske hær ramt af en katastrofe, da en kraftigt haglvejr brød ud over deres lejr. Det forårsagede over 1.000 dødsfald. Det ødelagde Edvards hær, og det tvang ham til at forhandle, da franskmændene ankom. Der blev afholdt forhandlinger i Brétigny. De resulterede i freden i Brétigny den 8. maj 1360. Freden blev godkendt i Calais i oktober. For at få mere land i Aquitanien måtte Edvard afgive Normandiet, Anjou og Maine, og han gik med til at reducere Johans løsesum. Edvard opgav også sit krav på Frankrigs krone.

## Første fred: 1360–69
Den franske kong Johan 2. blev holdt fanget i England. Freden i Brétigny satte ham fri mod tre millioner kroner og en række gidsler som to af hans sønner, prinser og adelige, fire indbyggere fra Paris og to indbyggere fra hver af de 19 vigtigste byer i Frankrig. Nu vendte Johan tilbage til Frankrig, hvor han prøvede at skaffe løsesummen. I 1362 undslap Johans søn Louis af Anjou sit fangeskab i Calais. Da et gidsel var væk, følte Johan sig forpligtet til at vende tilbage til fangeskab hos englænderne for at bevare sin ære.
Den franske krone havde været på kant med Navarra ved det sydlige Gascogne siden 1354, og i 1363 brugte indbyggerne i Navarra Johans fængsling i London og tronfølgerens politiske svaghed til at tage magten. Selv om der ikke var en formel aftale, støttede Edvard 3. Navarra, særligt fordi der var udsigt til at han kunne få kontrol over de nordlige og vestlige provinser. Han forsinkede med vilje fredsforhandlingerne. I 1364 døde Johan 2. i fangenskab i London. Karl 5. fulgte ham som konge af Frankrig. Den 6. maj 1364, en måned efter at dauphinen tiltrådte som regent, og tre dage før hans kroning som Karl 5., led Navarra et knusende nederlag under slaget ved Cocherel.

## Fransk overherredømme under Karl 5.: 1369–89

### Aquitaine og Castilien
I 1366 var der borgerkrig om arvefølgen i Castilien (en del af nutidens Spanien): Peter af Castiliens hær blev sendt mod hans halvbroder Henrik af Trastámaras' hær. Den engelske krone støttede Peter, og den franske krone støttede Henrik. De franske blev ledet af Bertrand du Guesclin fra Bretagne, der havde arbejdet sig op til en af Frankrigs krigsledere. Karl 5. skaffede 12.000 soldater med du Guesclin som kommandør til at støtte Trastámara i hans invasion af Castilien.
Peter appellerede til England og Aquitaines sorte prins for hjælp, men der kom ingen. Det tvang Peter i eksil i Aquitaine. Den sorte prins havde tidligere indgået en aftale om at støtte Peters krav på tronen, men bekymringer i forbindelse med freden i Brétigny fik ham til at støtte Peter som repræsentant for Aquitaine i stedet for England. Han førte en engelsk-gascognsk hær ind i Castilien. Peter generobrede magten, efter at Trastámaras hær blev besejret under slaget ved Nájera.
Selv om Castilien havde lovet økonomisk støtte til den sorte prins, holdt de ikke løftet. Prinsen led af dårligt helbred og tog sin hær med tilbage til Aquitaine. For at betale en gæld, som han havde optaget til felttogtet i Castilien, lagde han skat på ildsteder, hearth tax. Der var ca. ét per husholdning. Arnaud-Amanieu 8., Lord af Albret havde kæmpet på prinsens side under krigen. Han var allerede utilfreds med den øgede engelske administration af Aquitaine og forbød skatten på sin ejendom og derved hos de bønder, der var underlagt ham. Han sluttede sig til en gruppe af jordbesiddere fra Gascogne, der henvendte sig til Karl 5. for at få støtte til at nægte betaling af den nye skat. Karl 5. hidkaldte en fra Gascogne og den sorte prins for at høre deres sag i sit parlament i Paris. Den sorte prins svarede, at han kom til Paris og tog 60.000 mænd med sig. Krigen brød atter ud, og Edward 3. tog atter titlen af konge af Frankrig. Karl 5. erklærede at alle engelske områder i Frankrig var tabt, og før udgangen af 1369 var der oprør i hele Aquitaine.
Med den sorte prins ude af Castilien anførte Henrik de Trastámara en ny invasion, der endte med Peters død under slaget ved Montiel i marts 1369. Det nye regime i Castilien gav støtte til søs under de franske felttog mod Aquitaine og England.

### Engelsk oprør
Den sorte prins vendte tilbage til England i januar 1371, men hans helbred blev værre, og hans far, Edvard 3., var nu en ældre mand, der også havde et dårligt helbred. Prinsens sygdom var invaliderende, og han døde den 8. juni 1376. Edvard 3. døde året efter den 21. juni 1377; han blev fulgt af den sorte prins' anden søn, Richard 2., der på dette tidspunkt stadig var et barn. Freden i Brétigny havde givet Edvard 3. og England større landområder i Frankrig, men en lille professionel hær under ledelse af du Guesclin pressede englænderne tilbage, og ved Karl 5.s død i 1380 var Calais det eneste sted på fastlandet, som England fortsat havde under kontrol.
Det var normalt at udpege en regent, når et barn sad på tronen, men der blev ikke udpeget en for Richard 2., der formelt styrede landet efter sin kroning i 1377. Mellem 1377 og 1380 var den reelle magt dog i forskellige råd. Det politiske landskab foretrak, at de skulle ledes af kongens onkel John af Gaunt, og Gaunt var meget indflydelsesrig.
Richard havde mange udfordringer under sit styre som Peasants' Revolt, der var anført af Wat Tyler i 1381, og en skotsk-engelsk krig i 1384-85. Hans forsøg på at indkræve skatter for at betale for sit skotske eventyr og til at beskytte Calais mod franskmændene gjorde ham stadigt mere upopulær.

## Anden fase: 1389–1415
De høje krigsskatter, som blev pålagt befolkningen i England, havde gjort den stadig mere upopulær. Skatterne ses som en årsag til peasants' revolt. Richards manglende interesse for krigen og favoriseringen af en lille gruppe af hans nærmeste vender og rådgivere, gjorde Richards egen onkel og flere godsejere stærkt utilfredse. Gruppen, der blev kendt som Lords Appellant, fik anklaget fem af Richards venner og rådgivere for forræderi og fik dem dømt i Merciless Parliament. Lords Appellant fik også kontrol over rådet i 1388 og prøvede forgæves at få krig mod Frankrig på ny. Selv om viljen var der, var der ikke penge til at betale hæren, så i efteråret 1388 besluttede rådet at genoptage forhandlingerne med den franske krone. Den 18. juni 1389 blev der underskrevet en treårig fredsaftale ved Leulinghen.
I 1389 vendte Richards onkel og hans støtte, John af Gaunt, tilbage fra Spanien, og Richard formåede gradvist at genopbygge sin magt frem til 1397, hvor han genvandt sin autoritet og tilintetgjorde de tre vigtigste af Lords Appellant. I 1399, efter John af Gaunt var død, gjorde Richard 2. hans søn Henrik af Bolingbroke, der var i eksil, arveløs. Bolingbroke vendte tilbage til England med sine støtter og afsatte Richard som konge, og kronede sig selv som Henrik 4.
I Skotland satte ændringen i det engelske regime en række plyndringer i gang langs grænsen, hvilket englænderne svarede igen på med en invasion i 1402, hvor de sejrede over skotske hær under slaget ved Homildon Hill. En uoverensstemmelse mellem Henrik og Henry Percy, 1. jarl af Northumberland over krigsbyttet resulterede i en lang blodig kontrovers mellem de to over kontrollen af de nordlige England. Den blev først løst i 1408, da Percy-familien blev tilintetgjort.
I Wales blev Owain Glyndwr udråbt som prins af Wales den 16. september 1400. Han anførte det mest seriøse og udbredte oprør mod det engelske overherredømme siden erobringen i 1282-83. Oprøret blev endeligt standset i 1416 og resulterede i en walisk semi-uafhængighed i flere år.
I mellemtiden blev Karl 6. af Frankrig mere og mere sindssyg, og en åben konflikt om magten begyndte mellem hans fætter, Jean den frygtløse, og hans bror, Louis af Orléans. Efter at Louis blev snigmyrdet, tog Armagnac-familien den politiske magt mod Jean. I 1410 prøvede begge sider at få englændernes hjælp i den borgerkrig, der var brudt ud. I 1418 blev Paris erobret af burgunderne, der massakrerede greven af Armagnac og omkring 2.500 af hans tilhængere.
I hele denne periode var England udsat for gentagne plyndringer fra pirater, der i høj grad ødelagde handlen og flåden. Der er tegn på, at Henrik 4. brugte statsautoriseret pirateri som en form for krigsførelse i den Engelske Kanal. Han brugte kaperfelttog for at lægge pres på sine fjender uden at risikere åben krig. Frankrig svarede igen på samme måde med franske pirater, der under skotsk beskyttelse hærgede mange engelske kystbyer.
De indenlandske og dynastiske problemer i både England og Frankrig gjorde, at krigen stod stille i omkring et årti.
Henrik 4. af England døde i 141, og hans ældste søn overtog tronen under navnet Henrik 5. Den franske Karl 4.s mentale tilstand gjorde, at hans magt kunne blive udøvet af de kongelige prinser, hvis rivalisering skabte dybe skel i Frankrig. Henrik 5. var opmærksom på rivaliseringen, og han håbede på at udnytte dem. I 1414, da han holdt hof i Leicester, modtog han ambassadører fra Burgund.
Henrik akkrediterede udsendinge til den franske konge for at give klare territoriale krav i Frankrig; han krævede også at indgå ægteskab med Karl 6.s datter Catherine af Valois. Franskmændene afviste disse krav, hvilket gjorde at Henrik begyndte at gøre klar til krig.

## Genoptagelse af krigen under Henrik 5.: 1415–29

### Burgundisk alliance og erobringen af Paris

#### Slaget ved Agincourt (1415)
I august 1415 sejlede Henrik 5. fra England med omkring 10.500 mand og belejrede den franske by Harfleur. Byen modstod belejringen meget længere end forventet, men overgav sig den 22. september 1415. Nu var det meste af felttogssæsonen ovre. I stedet for at marchere direkte mod Paris valgte Henrik at gennemføre et plyndringstogt tværs over Frankrig mod den engelske by Calais. I et felttog, der mindede om Crécy fandt Henrik sig udmanøvreret og uden forsyninger, og han måtte kæmpe mod en fransk hær, som talmæssigt var englænderne langt overlegen i slaget ved Agincort nord for floden Somme. På trods af det var hans sejr næsten total: det franske nederlag kostede mange af Armagnacs ledere livet. Omkring 40 % af den franske adel blev slået ihjel. Henrik var tilsyneladende bange for, at det enorme antal franske fanger, der var langt flere end den engelske hær, kunne finde på at gøre oprør og forsøge at overmande deres vagter, så han beordrede dem dræbt på slagmarken.

#### Freden i Troyes (1420)
Henrik generobrede Normandiet med Caen i 1417 og Rouen den 19. januar 1419. Det gjorde Normandiet engelsk igen for den første gang i to århundreder. En formel alliance blev aftalt med fyrstedømmet Burgund i Paris efter hertug Jean den frygtløse blev myrdet i 1419. I 1420 mødtes Henrik med kong Karl 6. De underskrev freden i Troyes, og Henrik giftede sig med Karls datter Catherine af Valois, og Henriks efterkommere ville nu være arvinger til Frankrigs trone. Karl 7. blev erklæret uægte barn og stod dermed uden for arvefølgen. Henrik gik ind i Paris senere samme år, og aftalen blev stadfæstet af generalstænderne.

#### Clarence' død (1421)
Den 22. marts 1421 kom et uventet tilbageslag for Henriks franske felttog. Han havde efterladt sin bror og arving Thomas, hertug af Clarence, i spidsen for felttoget, mens han selv vendte tilbage til England. Clarence gik mod en fransk-skotsk hær på omkring 5.000 mand under Gilbert Motier de La Fayette og John Stewart, jarl af Buchan under slaget ved Baugé. Mod sine befalingsmænds anbefaling angreb Clarence, inden hans hær var helt samlet, og de angreb med højst 1.500 mand. Under slaget ledte han et angreb med nogle få hundrede mænd mod hoveddelen af den fransk-skotske hær, som hurtigt omringede englænderne. I nærkamp stødte skotten John Carmichael af Douglasdale hertugen af Clarence af hesten. Da han først lå på jorden, blev han slået ihjel af Alexander Buchanan. Liget af hertugen af Clarence blev bjærget fra slagmarken af Thomas Montacute, 4. jarl af Salisbury, som stod for den engelske retræte.

### Engelsk succes
Henrik 5. vendte tilbage til Frankrig, drog til Paris og besøgte Chartres og Gâtinais før han tog tilbage til Paris. Herefter besluttede han at angribe byen Meaux, som Dauphin stadig holdt. Det viste sig at blive sværere end først antaget. Belejringen begyndte omkring 6. oktober, og byen holdt ud i syv måneder før den faldt den 11. maj 1422.
I slutningen af maj fik Henrik følgeskab af sin dronning, og sammen med det franske hof tog de til Senlis. Mens de var der, blev det tydeligt, at han var syg (muligvis dysenteri), og da de vendte mod Øvre Loire, lagde han kursen mod den kongelige borg Vincennes ved Paris, hvor han døde den 31. august 1422. Den gamle og sindssyge Karl 6. af Frankrig døde to måneder senere, den 21. oktober 1422. Henrik efterlod sig kun et barn: hans 9-årige søn Henrik, den senere Henrik 6.
På sit dødsleje gav Henrik 5. hertugen af Bedford ansvaret for det engelske Frankrig (da Henrik 6. stadig kun var et barn). Krigen i Frankrig fortsatte under Bedfords lederskab, og adskillige slag blev vundet. Englænderne vandt en stor sejr under slaget ved Verneuil (17. august 1424). Under slaget ved Baugé havde Clarence skyndt sig i kamp uden støtte fra sine bueskytter. Ved Verneuil kæmpede bueskytterne med ødelæggende effekt mod den fransk-skotske hær. Udfaldet af slaget var, at den franske dauphins hær stort set blev udryddet, og den ødelagde også Skotlands styrke så eftertrykkeligt, at deres indflydelse som militærmagt var tabt resten af krigen.

## Fransk sejr: 1429–53

### Jeanne d'Arc og fransk genopstandelse
Jeanne d'Arcs deltagelse under belejringen af Orléans vækkede den franske kampgejst, og krigslykken begyndte at vende. Englænderne belejrede Orléans i 1428, men deres hær var ikke stor nok til helt at omringe byen og forhindre forsyninger. I 1429 overbeviste Jeanne d'Arc Frankrigs dauphin om, at sende hende til belejringen, idet hun påstod at have modtaget instruktioner fra Gud om at drive englænderne ud. Hun fik genopbygget moralen og angreb de engelske skanser. Det tvang dem til at stoppe belejringen. Inspireret af Jeanne d'Arc erobrede franskmændene adskillige af de engelske fæstninger langs Loire.
Englænderne trak sig tilbage til Loire-dalen forfulgt af den franske hær. Tæt ved landsbyen Patay brød en fransk kavalerienhed igennem linjen af engelske langbueskytter, der skulle blokere vejen. De fortsatte efter de flygtende englændere. Omkring 2.200 blev dræbt, og deres leder, John Talbot, 1. jarl af Shrewsbury, blev taget til fange. Sejren åbnede vejen for at le dauphin kunne marchere til Reims for at blive kronet som Karl 7. den 16. juli 1429.
Efter kroningen klarede Karl 7.s hær sig dårligere. Et fransk forsøg på at belejre Paris blev slået tilbage den 8. september 1429, og Karl 7. trak sig tilbage til loire-dalen.

### Henriks kroninger og Burgunds desertering
Henrik 6. var kronet som konge over England i Westminster Abbey den 5. november 1429 og som konge over Frankrig i Notre Dame i Paris den 16. december 1431.
Jeanne d'Arc blev fanget af burgunderne under belejringen af Compiegne den 23. maj 1430. De overgav hende til englænderne, der indledte en retssag styret af Pierre Cauchon, biskop af Beauvais og medlem af den engelske råd i Rouen. Jeanne d'Arc blev dømt som kætter og brændt på bålet den 30. maj 1431. (25 år senere blev hun dog rehabiliteret af Pave Callistus 3.).
Efter hendes død vendte lykken dramatisk for englænderne. De fleste af Henriks rådgivere var imod at slutte fra med Frankrig. Blandt dem var hertugen af Bedford der ønskede at forsvare Normandiet. Hertugen af Gloucester var kun forpligtet til Calais, mens kardinal Beaufort var tilbøjelig til at slutte fred. Forhandlingerne gik i stå. Det virker til, at englænderne under kongressen i Arras i sommeren 1435, hvor hertugen af Beaufort var mægler, stillede en række urealistiske krav. Få dage efter kongressen var slut i september, deserterede Philip 3., hertug af Burgund til Karl 7. og underskrev freden i Arras. Det gav Paris tilbage til kongen af Frankrig. Det var et stort slag mod den engelske suverænitet i Frankrig. hertugen af Bedford døde den 14. september 1435 og blev efterfulgt af en ringere mand.

### Fransk genopståen
Alliancen med Burgund fortsatte med at være usikker, men englændernes fokus på at udvide deres områder i Nederlandene gjorde, at de ikke havde energi til at gribe ind i resten af Frankrig. De lange fredstider, der var kendetegnende for denne del af tiden, gav Karl tid til at centralisere den franske stat og omorganisere sin hær og regering, hvor han erstattede den feudale hær med en mere en professionel hær, der kunne udnytte sit overtal. En borg, der før kun kunne erobres efter en lang belejring, kunne nu falde inden for få dage fra kanonbeskydning. Det franske artilleri udviklede et ry som et af de bedste i verden.
I 1449 havde Frankrig generobret Rouen. I 1450 fangede greven af Clermont og Arthur de Richemont, jarl af Richmond, fra Montfort-familien (den fremtidige Arthur 3., hertug af Bretagne) en engelsk hær, der forsøgte at befri Caen, og besejrede dem under slaget ved Formigny. Richemonts styrke angreb englænderne både bagfra og i flanken, netop som de var ved at slå Clermonts hær.

### Gascognes fald
Efter Karl 7.s heldige felttog i Normandiet i 1450 koncentrerede han sig om Gascogne, der var den sidste provins, som England havde kontrol over. Gascognes hovedstad blev belejret, og den overgav sig til franskmændene den 30. juni 1451. Den blev generobret af John Talbot og hans hær den 23. oktober 1452 som følge af Englands store sympati med Gascognes befolkning, men englænderne blev endeligt besejret under slaget ved Castillon den 17. juli 1453. Talbot var blevet overtalt til at angribe den franske hær, som lå ved Castillon nær Bordeaux. Under slaget lod franskmændene som om de flygtede ind i deres lejr. Den franske lejre ved Castillon var blevet anlagt af Karl 7.s ammunitionsofficer Jean Bureau, og det var afgørende for den franske sejr, da de franske kanoner beskød englænderne fra lejren. Englænderne led store tab, og både Talbot og hans søn døde.

### Enden på krigen
Selv om slaget ved Castillon ses som det sidste slag i hundredårskrigen, var England og Frankrig formelt i krig i endnu 20 år, men englænderne var ikke i stand til at fortsætte den, da der var uroligheder i hjemlandet. Efter nederlaget i hundredårskrigen beklagede de engelske jordbesiddere sig indædt over deres tab på besiddelserne på kontinentet. Det ses som en af de største årsager til rosekrigene, der begyndte i 1455.
Hundredårskrigen blev næsten genoptaget i 1474, da hertug Charles af Burgund påbegyndte en krig mod Ludvig 11. af Frankrig og regnede med støtte fra England. Ludvig formåede at isolere burgunderne ved at bestikke Edvard 4. af England med en stor sum penge og en årlig pension i en aftale, der blev underskrevet ved freden i Picquigny (1475). Freden afsluttede formelt hundredårskrigen, og Edvard gav afkald på sit krav på den franske trone. Senere konger af England (og af Storbritannien) fortsatte dog med at kræve titlen til 1803, hvor de blev opgivet af respekt for greven af Provence, den titulære kong Ludvig 18. af Frankrig, der levede i eksil i England efter den franske revolution.
Karl den Dristige, den sidste hertug af Brugund, blev dræbt under slaget ved Nancy i 1477, og efterlod sig en datter, Mary, der mistede provinserne Artois, Flandern, Pikardiet og Burgund til Ludvig 11.s hær.

## Betydning

### Historisk betydning
Den franske sejr markerede afslutningen på en lang ustabil periode, der var indledt med den normanniske erobring af England (1066), hvor Vilhelm Erobreren tilføjede "konge af England" til sin titel som hertug af Normandiet blev vasal af den ligeværdige konge af Frankrig.
Da krigen sluttede, stod England berøvet sine besiddelser på kontinentet (undtagen byen Calais). Krigen ødelagde den engelske drøm om et samlet monarki og medførte, at alt fransk blev kastet bort i England, bortset fra det franske sprog i England. Det havde været den herskende klasses sprog siden den normanniske erobring og havde efterladt mange spor i engelsk ordforråd. Engelsk var blevet det officielle sprog i 1362, og man gik bort fra fransk som undervisningssprog i 1385.
Nationalfølelsen, der var startet under krigen, fik samlet både Frankrig og England yderligere. På trods af den ødelæggende effekt det havde på hele landet, var hundredårskrigen med til at accelerere den proces som omdannede Frankrig fra et feudalt monarki til en centraliseret stat. I England blev de politiske og økonomiske problemer, som var skabt af nederlaget i krigen, en af de primære årsager til udbruddet af rosekrigene (1455–1487).
Lowe (1997) argumentrede for, at modstanden mod krigen var med til at skabe Englands tidlige moderne politiske kultur. Selv om anti-krig og pro-fred talsmænd generelt ikke formåede at få indflydelse, fik de en mere langsigtet indvirken. England viste mindre entusiasme om at gå ind i konflikter, der ikke var af national interesse, da de da kun resulterede i nederlag og store økonomiske byrder. Til forskel fra den engelske cost-benefit-analyse noterede Lowe, at Frankrig forstod at krigsførelse var nødvendig for at smide de udlændinge ud, som havde besat deres land. Derudover fandt de franske konger alternative måder at finansiere deres krig på - salgsskatter, nedskrivning af møntsystemet - og var således mindre afhængige end englænderne af skatter indkrævet ved lov. Engelske anti-krigskritikere havde således mere at arbejde med en de franske.
Pest og krig reducerede befolkningstallet i Europa betragteligt. Frankrig mistede omkring halvdelen af befolkningen under hundredårskrigen. I Normandiet forsvandt tre-fjerdele af indbyggerne og i Paris forsvandt to-tredjedele. Englands befolkning blev reduceret med 20-30 % af pesten i samme periode.

### Militær betydning
I 1445 organiserede Frankrig den første stående hær i Vesteuropa siden romertiden, bl.a. som en løsning på de vidtspredte plyndringer af forskellige grupper af lejesoldater. Disse lejesoldater fik valget mellem at gå ind i den kongelige hær som compagnies d'ordonnance på permanent basis eller at blive jagtet og dræbt, hvis de nægtede. Frankrig fik en stående hær på omkring 6.000 mand, som blev sendt ud for gradvist at eliminere de tilbageværende lejesoldater, der insisterede på at fortsætte deres virke. Den nye stående hær havde en mere disciplineret og professionel tilgang til krigsførelse end dens forgængeres.
Under hundredårskrigen skete der en stor militær evolution i hele Europa. Våben, taktik, hærens struktur og den sociale mening med krig blev alt sammen ændret, delvist som følge af udgifterne til krigen, og delvist som følge af udvikling i teknologi samt til dels på baggrund af de erfaringer som blev gjort under krigen. det feudale system blev langsomt opløst op igennem hundredårskrigen.
Selvom tungt kavaleri stadig blev betragtet som den stærkeste enhed i en hær, så måtte det tunge pansrede rytteri ved krigens afslutning kæmpe mod adskillige taktikker, der var udviklet til at formindske deres effekt på slagmarken. Englænderne begyndte at bruge let pansret rytteri kaldet hobelarer. Hobelarernes taktikker var blevet udviklet mod skotterne i de engelsk-skotske krige i 1300-tallet. Hobelarer red på mindre heste uden panser, hvilket gjorde dem i stand til at bevæge sig igennem svært eller sumpet terræn, hvor et tungt kavaleri ville have problemer. I stedet for at kæmpe siddende til hest steg de i stedet af for at møde deres fjender til fods.

## Vigtige personer

### Frankrig
| Våbenskjold   | Historisk person            | Liv                           | Noter                  |
| ------------- | --------------------------- | ----------------------------- | ---------------------- |
|               | Kong Philip 6.              | 1293–1350, regerede 1328–50   | Charles af Valois' søn |
| Kong Johan 2. | 1319–1364, regerede 1350–64 | Philip 6.s søn                |                        |
| Kong Karl 5.  | 1338–1380, regerede 1364–80 | Johan 2.s søn                 |                        |
|               | Bertrand du Guesclin        | 1320–80                       | Kommandør              |
|               | Louis I, hertug af Anjou    | 1339–1384, regent 1380–82     | Johan 2.s søn          |
|               | Kong Karl 6.                | 1368–1422, regerede 1380–1422 | Karl 5.s søn           |
| Kong Karl 7.  | 1403–1461, regerede 1422–61 | Karl 6.s søn                  |                        |
|               | Jean 2., hertug af Alençon  | 1409–1476                     | Kommandør              |
|               | Jean de Dunois              | 1402–68                       | Kommandør              |
|               | Jean Poton de Xaintrailles  | 1390–1461                     | Kommandør              |
|               | La Hire                     | 1390–1443                     | Kommandør              |
|               | Jean Bureau                 | 1390–1463                     | Master Gunner          |
|               | Gilles de Rais              | 1405–40                       | Kommandør              |
|               | Jeanne d'Arc                | 1412–31                       | Religiøs visionær      |

### England
| Våbenskjold | Historisk person                          | Liv                           | Noter |
| ----------- | ----------------------------------------- | ----------------------------- | --- |
|             | Isabella af Frankrig                      | 1295–1358                     | Dronningkonsort i England, Edvard 2.s hustru, mor til Edvard 3., regent af England, søster til Karl 4. og datter af Philip 4. of France    |
|             | Kong Edvard 3.                            | 1312–1377, regerede 1327–77   | Philip 4.s barnebarn |
|             | Henry af Grosmont, 1. hertug af Lancaster | 1310–61                       | Kommandør |
|             | Edvard, den sorte prins                   | 1330–76                       | Edvard 3.s søn |
|             | Johan af Gent, hertug af Lancaster        | 1340–99                       | Edvard 3.s søn |
|             | Kong Richard 2.                           | 1367–1400, regerede 1377–99   | Edvard 3.s barnebarn |
|             | Kong Henrik 4.                            | 1367–1413, regerede 1399–1413 | John af Gaunts søn, Edvard 3.s barnebarn                                                                                                   |
|             | Kong Henrik 5.                            | 1387–1422, regerede 1413–22   | Henrik 4.s søn |
|             | Katarina af Valois                        | 1401–37                       | Dronningekonsort af England, datter af Karl 6. af Frankrig, mor til Henrik 6. af England og via sit andet ægteskab bedstemor til Henrik 7. |
|             | Johan af Lancaster, hertug af Bedford     | 1389–1435, regent 1422–1435   | Henrik 4.s søn |
|             | Sir John Fastolf                          | 1380–1459                     | Kommandør |
|             | John Talbot, 1. jarl af Shrewsbury        | 1384–1453                     | Kommandør |
|             | Kong Henrik 6.                            | 1421–1471, regerede 1422–61   | Henrik 5.s søn |
|             | Richard Plantagenet, 3. hertug af York    | 1411–60                       | Kommandør |

### Burgund
| Våbenskjold | Historisk person                                            | Life                        | Notes                       |
| ----------- | ----------------------------------------------------------- | --------------------------- | --------------------------- |
|             | Philip den Dristige, Hertug af Burgund                      | 1342–1404, hertug 1363–1404 | Søn af Johan 2. af Frankrig |
|             | Johan den Uforfærdede, hertug af Burgund, Hertug af Burgund | 1371–1419, hertug 1404–19   | Søn af Philip den Dristige  |
|             | Philip den Gode, Hertug af Burgund                          | 1396–1467, hertug 1419–67   | Søn af Johan den Frygtløse  |

## Yderligere læsning
- Favier, Jean (1980). La Guerre de Cent Ans. Paris: Fayard. ISBN 978-2-213-00898-1.
- Green, David (2014), The Hundred Years War: A People's History. New Haven and London: Yale. ISBN 0-300-13451-7
- Corrigan, Gordon (2014), A great and glorious adventure; a military history of the hundred years war, Atlantic Books, ISBN 978-1-84887-927-0
- Seward, Desmond (1999), The hundred years war: The English in France 1337–1453, Penguin Books, ISBN 978-0-14-028361-7
- Froissart, Jean (1895).  Macaulay; George Campbell (red.). The Chronicles of Froissart. John Bourchier Translator; Lord Berners Translator. London: Macmillan and Son. Hentet 24. september 2012.{{cite book}}:  CS1-vedligeholdelse: Flere navne: editors list (link)